# Linhas Aéreas de Moçambique
Linhas Aéreas de Moçambique, també coneguda per les seves sigles LAM, és l'aerolínia nacional de Moçambic amb base a Maputo. Efectua vols regulars al sud d'Àfrica i a Lisboa, Portugal. La seva base d'operacions principal és l'Aeroport Internacional de Maputo.

## Història
L'aerolínia va ser fundada a l'agost de 1936 com DETA - Direcção de Exploração de Transportes Aereos, com una divisió del departament de Ferrocarrils, Ports i Aviació del govern colonial Portuguès de Moçambic. Va començar a operar el 22 de desembre de 1937. Al començament de 1980, mitjançant el decret 8/80 de 19 de novembre de 1980, DETA va ser reestructurada i anomenada com a LAM.
En 1998 LAM es va transformar en una societat limitada, adoptant la denominació de LAM - Aerolínies de Moçambic per Decree no. 69/98 de 23 de desembre 1998. L'estat posseeix el 80% de les accions de LAM i els empleats posseeixen el 20% restant. Té 795 empleats (a març de 2007). LAM posseeix l'aerolínia Moçambique Expresso.
La directiva està composta pel director, enginyer José Viegas, Capità João Abreu, Director d'operacions de LAM, el Dr. Jeremias Tchamo, director financer de LAM, Mr. Armindo Matos, representant de l'estat de Moçambic i el Dr Afonso Sande director de Recursos Humans.
Els vols de llarg abast van ser operats al principi per avions 707 o DC-8, després amb un DC-10 llogat a UTA French Airlines utilitzant a més un IL-62M del govern quan hi havia una major demanda. Al començament dels 90 van ser els temps del major nombre de vols amb el DC-10 volant a Lisboa (algunes vegades via Madrid) així com un vol setmanal de Maputo a Berlin Est passant per París-CDG i Copenhaguen, principalment per traslladar treballadors de la construcció. Durant molts anys, els vols de Lisboa van ser efectuats per TACV a l'illa de Sal abans de tornar a Maputo. Tas la conclusió del lloguer del DC-10, els vols a Lisboa van ser efectuats amb un 747SP de South African Airways abans que fos adquirit un parell de 767-200ER. No obstant això, els vols dels 767 van tenir una vida molt curta quan la direcció va decidir centrar-se en les rutes regionals i, per tant aquests avions es van passar moltes hores llogats a SAA.

## Destinacions

### Codi compartit
El juny de 2011 les següents rutes són operades en codi compartit, actualment operats pels operadors esmentats:
- Ethiopian Airlines - Addis Abeba a/des de Maputo
- Kenya Airways - Nairobi a/des de Nampula

## Flota
La flota de LAM Mozambique Airlines consisteix dels següents avions (agost de 2016):

### Retirats
L'aerolínia ha operat prèviament les següents aeronaus:
| - Antonov An-26 - Boeing 707-320C - Boeing 737-200 - Boeing 737-200C | - Casa C-212-200 Aviocar - Fairchild Dornier Metro III - Fokker 100 - Fokker F-27 | - Ilyushin Il-62MK - Jetstream 41 - Indonesian Aerospace 212-200 - Lockheed L-1011 TriStar | - McDonnell Douglas DC-10-30 - Raytheon Beechcraft 1900C - Bombardier Q400 |

## Accidents i incidents
El 29 de novembre de 2013 Aviation Safety Network registrava set incidents amb pèrdua de l'aparell per l'aerolínia. Tres d'aquests passaren durant l'era DETA, mentre que els altres quatres corresponen a LAM. El novembre de 2013 va tenir lloc l'únic accident fatal per a LAM pròpiament dita. Following is a list of these events.